# Acadèmia Naval Imperial d'Etajima
L'Acadèmia Naval Imperial d'Etajima va ser una Acadèmia naval japonesa. La seva finalitat era preparar els futurs oficials de l'Armada Imperial Japonesa. Fou establerta a Etajima (Prefectura d'Hiroshima) en 1888.
Els alumnes hi passaven entre 3 i 4 anys, i després de graduar-se rebien el rang de Kaigun Shōi (guardiamarina), sent promocionats després d'un temps en alta mar. El 1943 es va crear una acadèmia diferenciada per a l'aviació naval, que fou inaugurada a Iwakuni, i el 1944 es va inaugurar una altra acadèmia a Maizuru.
El 1945, va arribar el final de la Segona Guerra Mundial i es va abolir l'Armada Imperial Japonesa. L'Acadèmia Naval Imperial d'Etajima va ser tancada aquell mateix any.
Una nova Acadèmia naval es va establir a Etajima el 1956 i actualment acull als candidats que volen esdevenir oficials de la Força Marítima d'Autodefensa del Japó.